# Grada Kilomba
Grada Kilomba (Lisboa, 1968)  é uma escritora, psicóloga, teórica e artista interdisciplinar portuguesa reconhecida pelo seu trabalho que tem como foco o exame da memória, trauma, género, racismo e pós-colonialismo e está traduzido em várias línguas, publicado e encenado internacionalmente. 

## Percurso
Com raízes em São Tomé e Príncipe e Angola, reside desde 2008 em Berlim (Alemanha) e a experiência de crescer, estudar e trabalhar em Portugal, um país com fortes traços colonialistas, marca profundamente o seu trabalho.
Conhecida principalmente pelo espaço híbrido que o seu trabalho cria, onde as fronteiras entre as linguagens académicas e artísticas se confinam. A multidisciplinaridade da sua obra expande-se desde à escrita, à leitura encenada dos seus textos, assim como instalações de video e performance, criando o que ela chama de “Performing Knowledge”.
Leciona em várias universidades internacionais e recentemente na Universidade de Humboldt, em Berlim, nas áreas de Estudos de Género e Estudos Pós coloniais.
As suas obras têm sido apresentadas em várias instituições artísticas renomadas da América, África e Europa, nomeadamente no Art Basel, The Power Plant em Toronto, Museu de Arte, Arquitetura e Tecnologia (MAAT), em Lisboa, no Maxim Gorki Theater (Berlim), na Ballhaus Naunynstrasse (Berlim), na Universidade do Rio de Janeiro, e na Universidade de Acra (Gana), entre outros.
A Pinacoteca de São Paulo apresentou  a primeira exposição individual de Grada Kilomba no Brasil, titulada "Grada Kilomba : Desobediências poéticas" com curadoria assinada por Valéria Piccoli. A exposição provoca a reflexão sobre a coleção de arte dos séculos XIX e XX do próprio  museu, e por extensão toda História da Arte, criticando sobretudo suas raízes eurocêntricas e segredadoras.
Em 2021, no MAAT, inaugurou a sua primeira instalação de grande escala, O Barco/The Boat, composta por 140 blocos numa extensão de 32 metros de comprimento, localizada junto ao rio Tejo. Em 2024, esta instalação foi exposta pela primeira vez no Brasil, em Inhotim.
Em 2022, foi escolhida para fazer parte da equipa de curadoria da 35.ª edição da Bienal de São Paulo, juntamente com Manuel Borja-Villel, Diane Lima e Hélio Menezes. O título da sua proposta é As Coreografias do Impossível.

## Reconhecimentos
Em abril de 2023, o ISPA atribuiu a Grada Kilomba o título de Doutora Honoris Causa.

## Obras
- 2008, Plantation Memories: Episodes of Everyday Racism, Unrast, ISBDN 389771485X.[11][12]
- 2017, Secrets to Tell - Fundação EDP, ISBDN 9789898167675.[13]

- 2018, The Most Beautiful Language, Galerias Municipais/EGEAC, 2018, ISBDN 9789898167675.[4][14]

## Ligações Externas
- Página Oficial de Grada Kilomba
- Vimeo Oficial de Grada Kilomba